# Arhaconotus papuanus
Arhaconotus papuanus är en stekelart som beskrevs av Sergey A. Belokobylskij 2001. Arhaconotus papuanus ingår i släktet Arhaconotus och familjen bracksteklar. Inga underarter finns listade.